# لحاظ الغزالي
لحاظ الغزالي (1948-)، طبيبة عراقية وبروفيسورة في علم الجينات وطب الأطفال في جامعة الإمارات العربية المتحدة في العين، أسست أول مكتب طبي لرصد وتسجيل وعلاج التشوهات الخَلقية في الإمارات العربية المتحدة، وهيَ حاصِلة على جائزة لوريال اليونسكو عام 2008.

## الدراسة والتخصص
أكملت دراستها الابتدائية والمتوسطة في مدينة العمارة، ثم أنتقلت إلى بغداد حيث درست في ثانوية اليرموك والتحقت بكلية الطب (جامعة بغداد) وتخرجت منها عام 1974، وتخصصت بدراسة طب الأطفال.
وسافرت في عام 1976 وغادرت العراق للدراسة في المملكة المتحدة، وحصلت على شهادات أعلى في طب الأطفال والجينات في جامعتي أدنبره وليدز في المملكة المتحدة، والتحقت في عام 1990 للتدريس في كلية الطب بجامعة الإمارات العربية المتحدة في مدينة العين وفيها نالت درجة الاستاذية.
ولقد أسست أول المكاتب الطبية في الإمارات العربية المتحدة لرصد وتسجيل وعلاج التشوهات الخَلقية، التي يكثر وجودها بسبب كثرة الزيجات بين القربى، وقد نالت على ذلك عضوية (المركز الدولي للأمراض الجينية) في روما.
وعملت على نشر الوعي الطبي لأكثر من 17 عاماً بين شعوب الشرق الأوسط لا سيما في موضوع كثرة التزاوج بين الأقارب وعلاقة ذلك بظهور الأمراض الوراثية في المنطقة.

## المركز العربي لدراسة الجينوم
شاركت في تأسيس المركز العربي لدراسة الجينوم الذي يقع في دبي، ويعد هذا الاختصاص من أكثر الاختصاصات الطبية تجددا وتقدما، لاسيما بعد التوصّل إلى رسم الخريطة الكاملة لتركيب الجينات عند الإنسان (جينوم) في مطلع القرن الحادي والعشرين، وبذلك منحتها جامعة الإمارات جائزة الأداء المتميز في البحوث والخدمات الطبية عام 2003.
قدمت لحاظ الغزالي 150 بحثاً، أثارت به اهتمام الأوساط الطبية العالمية فقد نشرت مجلة لانسيت (Lancet) الطبية المرموقة سيرتها العلمية وإنجازاتها في عام 2006، وعَدت المجلة الطبيبة لحاظ الغزالي مصدراً مهماً في معرفة الأمراض الجينية في العالم العربي، وأفردت لها صفحة للتعريف بها كواحدة من مشاهير الأطباء في العالم.

## الأسرة
كان السبب في التقدم العلمي الذي حصلت عليهِ لحاظ الغزالي هو والديها المهتمان بالعلم والتعليم، فوالدها كان قاضياً في الجيش العراقي، وكانت أمها السيدة (زهرة كبة) سابقة لعصرها في مجال التعليم، وهي من أوائل النساء اللاتي إلتحقن بالدراسة الجامعية في العراق في عقد الثلاثينيات من القرن العشرين.
وتقول لحاظ في إحدى المقابلات الصحفية: (كانت أمي تشجعني على التفوق والنجاح)، وتضيف: (كانت تقول إن الإرادة الصامدة بإمكانها أن تُنجز الأحلام). وهذا ما أنشأت عليه أبنائي الثلاثة أيضاً.

## أنجازاتها
تعد البروفسورة لحاظ الغزالي من علماء الوراثة الرواد في علم الجينات، وبحوثاته في المنطقة العربية، وعملت على نشر الوعي الثقافي لأكثر من 17 عاماً بين شعوب الشرق الأوسط، لا سيما في موضوع كثرة التزاوج بين الأقارب وعلاقة ذلك بظهورالأمراض الوراثية في المنطقة.
وأسست المركز العربي لدراسة الجينوم الذي يعد الأول من نوعه في المنطقة، وتمكّنت من التعرّف على الكثير من الأمراض الوراثية الجينية، وأسهمت في تحديد مواصفات أمراض وراثية على المستويين الإكلينيكي والجزيئي.
وأسهمت كذلك في التوعية بأهمية الفحص الجيني قبل الزواج بوصفه جزءاً من الوقاية من الأمراض الوراثية، ولقد أطلق لقبها (الغزالي) على إثنين من العلل الجينية غير المعروفة قبلاً، إضافة إلى التعرّف على أكثر من 15 جيناً وراثياً ساهم في الأمراض بصورة غير مباشرة.
فازت لحاظ الغزالي بجائزة لوريال يونيسكو لعام 2008 وقدم لها الجائزة الرئيس الفرنسي نيكولا ساركوزي في قصر الإليزيه في باريس وهي جائزة عالمية في علم الجينات المتصلة بالمرأة وجسدها من ناحية ودورها في التكاثر والإنجاب.